# Dimitar Mitrovski
Dimitar Mitrovski (Skopie, 28 de enero de 1999) es un futbolista macedonio que juega en la demarcación de centrocampista para el NK Olimpija Ljubljana de la Primera Liga de Eslovenia.

## Selección nacional
Hizo su debut con la selección de fútbol de Macedonia del Norte el 17 de octubre de 2023 en un partido amistoso contra Armenia que finalizó con un resultado de 3-1 a favor del combinado macedonio tras los goles de Aleksandar Trajkovski, Milan Ristovski y Erdon Daci para el combinado macedonio, y de Eduard Spertsyan para Armenia.

## Clubes
| Club                   | País                | Año       | Partidos | Goles |
| ---------------------- | ------------------- | --------- | -------- | ----- |
| Sporting de Lisboa "B" | Portugal            | 2020-2021 | 32       | 3     |
| FK Akademija Pandev    | Macedonia del Norte | 2022-2023 | 32       | 6     |
| NK Varaždin            | Croacia             | 2023-2025 | 71       | 13    |
| NK Olimpija Ljubljana  | Eslovenia           | 2025-     |          |       |